# Maria Veses
Maria Veses (Tarragona, 1979) és una fotògrafa catalana, Diplomada en Ciències Empresarials per la Universitat Rovira i Virgili de Tarragona (2002) i tècnica superior en Fotografia Artística a l'Escola d'Art i Disseny de Tarragona (2009), ha treballat com a fotoperiodista per al Diari de Tarragona i per a La Montagne (França, 2010-2014). Al seu àlbum del web Capsa de Sabates, Veses ens diu: «Sóc de Tarragona. He viscut aquí. Algun any he viscut fora: un any a Barcelona, un any a Escòcia, a Glasgow. He estudiat moltes coses, al final he estudiat fotografia i m’encanta la meva feina, però és dur. M’agrada fer fotos i crec que he estat buscant durant molt de temps què és el que volia fer i ho he trobat».
El 208 realitza la seva sèrie Pícnic, una obra en la qual juga amb el títol i l'escena representada. Hi veiem dues noies molt pudoroses en el que es pot entendre com una típica escena campestre, que estan gaudint d'un dia de pícnic: les estovalles, el cistell, el menjar, la beguda, fins i tot les flors, tots els detalls. La idea de jugar amb els títols, amb la seva ambigüitat, continua amb el següent treball, Scasens (2009), una paròdia de les bodes i, la vegada un títol en relació amb el Festival de Fotografia de Tarragona, l'SCAN.
El 2010 fa una mostra individual, La princesa Cavaller, convocatòria Art Emergent 2010, Serveis Territorials de Cultura de la Generalitat, Tarragona. Maria Veses ens presenta uns història en què hi ha un intercanvi dels tradicionals rols atribuïts a l'home o a la dona. Aquest mateix any participa en un treball col·lectiu juntament amb Andrea Eidnhammer i Salva Borrega: De pas (2010, que s'inclou al calendari d'exposicions de l'SCAN. Patrocinats pel Teler de Llum i dins de la seva programació de L'art a la ciutat, van muntar un improvisat estudi fotogràfica l'estació d'autobusos de Tarragona.
El 2011 pren part en la V Convocatòria d'Arts Plàstiques Mulier, mulieris, al Museu de la Universitat d'Alacant. El 2012 participa de nou en un projecte de l'EADT, Arxiu Segona natura, en el qual hi ha representats joves fotògraf de l'escola. Un treball de recerca, documentació i reflexió sobre el territori a través de la fotografia en els darrers 12 anys, que es va presentar al Museu d'Art Modern de Tarragona.